# NGC 4453
NGC 4453 је спирална галаксија у сазвежђу Девица која се налази на NGC листи објеката дубоког неба.
Деклинација објекта је + 6° 30' 44" а ректасцензија 12h 28m 46,8s. Привидна величина (магнитуда) објекта NGC 4453 износи 14,9 а фотографска магнитуда 15,7. NGC 4453 је још познат и под ознакама MCG 1-32-73, CGCG 42-121, VCC 1130, NPM1G +06.0340, IRAS 12262+0647, PGC 41072.